# 性蓮寺 (富士見市)
性蓮寺（しょうれんじ）は、埼玉県富士見市にある日蓮宗の寺院。

## 歴史
明応年間（1492年 - 1501年）、智永院日性によって開山された。天正年間（1573年 - 1592年）の兵乱で焼失したが、難波田城の城主「上田周防守」によって再興された。ただその後の城主家上田氏の衰退により、再建後の本堂は仮のままであった。
享保年間（1716年 - 1736年）になって、第13世住職の理性院日修により、本格的な本堂が建てられている。

## 交通アクセス
- 柳瀬川駅より徒歩20分。